# Larry D. Alexander
Larry Dell Alexander (Dermott, Arkansas, 30 de mayo de 1953) es un pintor, escritor y profesor de Biblia estadounidense. Es conocido por sus dibujos a pluma y tinta y por sus pinturas. Es bien conocido por su retrato al óleo de la familia Clinton, que regaló al presidente Bill Clinton durante su mandato. Se conserva en la colección permanente de la Biblioteca y Museo Presidencial de William J. Clinton en Little Rock, Arkansas. También es conocido por el popular "Arkansas Escuelas Tours" que hizo en el estado de Arkansas de 1996 a 2006 alentando a  los niños a perseguir sus objetivos en el arte y la educación. Como un maestro de la Biblia ha escrito varios comentarios de estudio bíblicos y lecciones de escuela dominical basadas en los libros de la Biblia cristiana. También ha creado muchos dibujos y pinturas con temas bíblicos. En los últimos años se ha convertido en igual de conocida por sus enseñanzas de la Biblia como es para su obra.

## Primeros años y carrera
Después de graduarse de la Escuela Secundaria Dermott en mayo de 1971, Alexander se mudó a Pine Bluff, Arkansas, donde estudió Arquitectura en la Pines Vocational Technical School, situada en el sureste de Arkansas. Una de sus primeras series pictóricas, la "serie de Dermott", representó sus memorias mientras se criaba en Dermott, Arkansas. Seis de esas pinturas forman parte en la actualidad de la colección permanente en el Centro para las Artes y las Ciencias de Pine Bluff, Arkansas. Su carrera como artista profesional comenzó cuando creó varias líneas de tarjetas de felicitación en 1991. Él llamó a su primera línea de tarjetas "The Expressions Line", pero no registró el nombre. Como resultado, Hallmark Cards utilizó el nombre para una línea de sus tarjetas desde 1997. Las tarjetas de felicitación de Alexander no tienen relación alguna con la línea de Hallmark. Entre 1991 y 1994 creó muchos dibujos, incluyendo "Renetta", "Girlfriends", "Cowboy Fiddler", "Young Kennedys" y "Roundup". En mayo de 1998, Alexander presentó su "Delta Series", de pinturas durante su anual "Arkansas Schools Tour". La gira se amplió ese año para incluir paradas en Greenville, Misisipi y Memphis, Tennessee. La "serie del delta" incluyó pinturas de escenas en la región del delta del río Misisipi desde Monroe, Luisiana a Memphis, Tennessee. Eso incluye una pintura de Graceland, la antigua casa de Elvis Presley, el "Greenville Courthouse" en Greenville, Misisipi, una pintura de la famosa "Beale Street" en Memphis, y su pintura de una "granja de algodón" entre otros. La serie pictórica más popular de Alexander, "The Sixties Series", se ha exhibido en escuelas, bibliotecas y galerías de arte en varias ciudades desde que se completó en 1993. Consiste en dibujos de personas y eventos muy conocidas de los años 1960, tales como las "marchas del Selma a Montgomery" de 1965, y retratos de Martin Luther King, Lyndon Johnson, Malcolm X, Medgar Evers y Rosa Parks. Esta serie también contiene dibujos sobre la guerra de Vietnam.
Alexander y su esposa, Patricia, viven en Texas. Tienen cuatro hijos.

### Galería

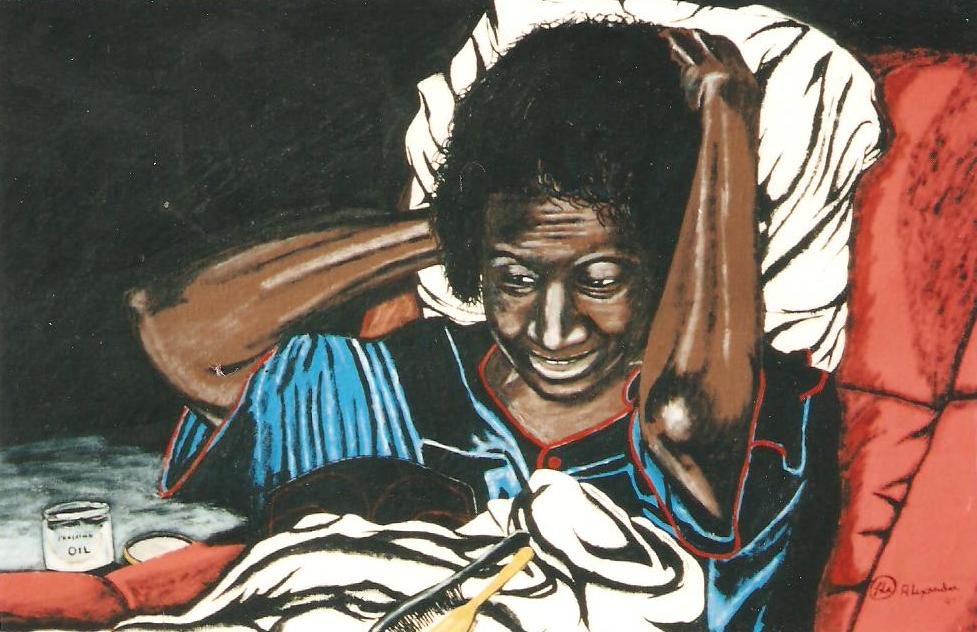
Aunt Ira Mae
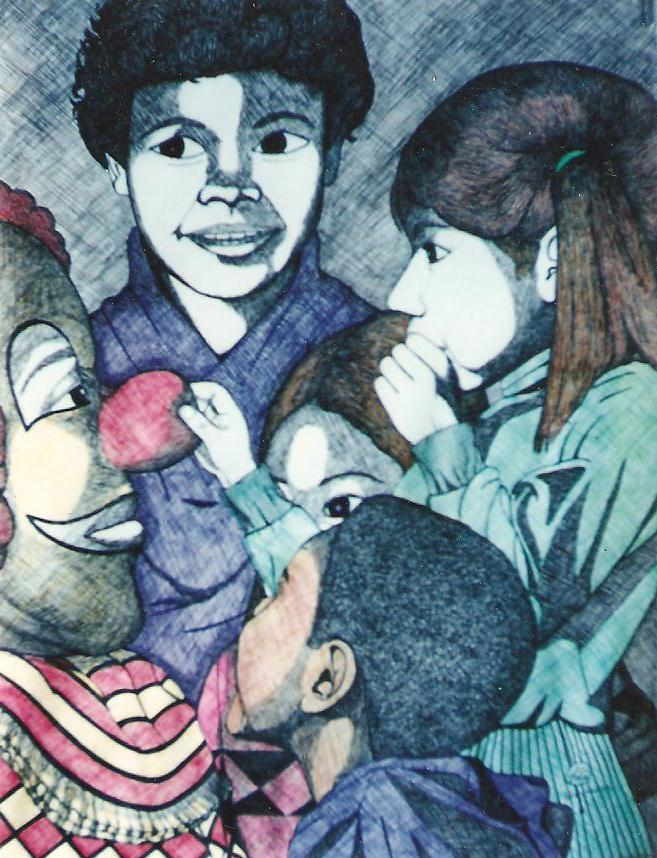
Send in the Clown
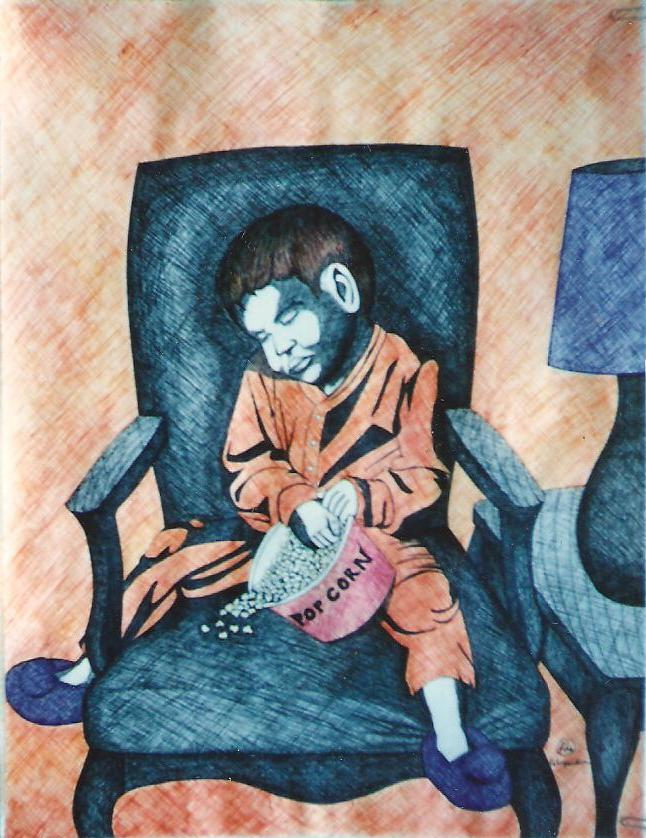
Sleepy Head
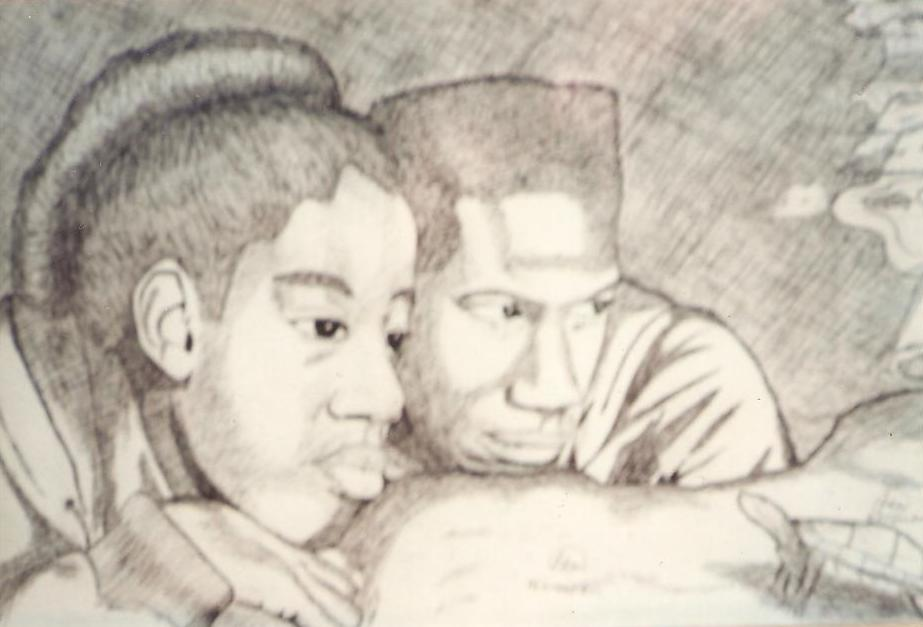
Down by the Sea
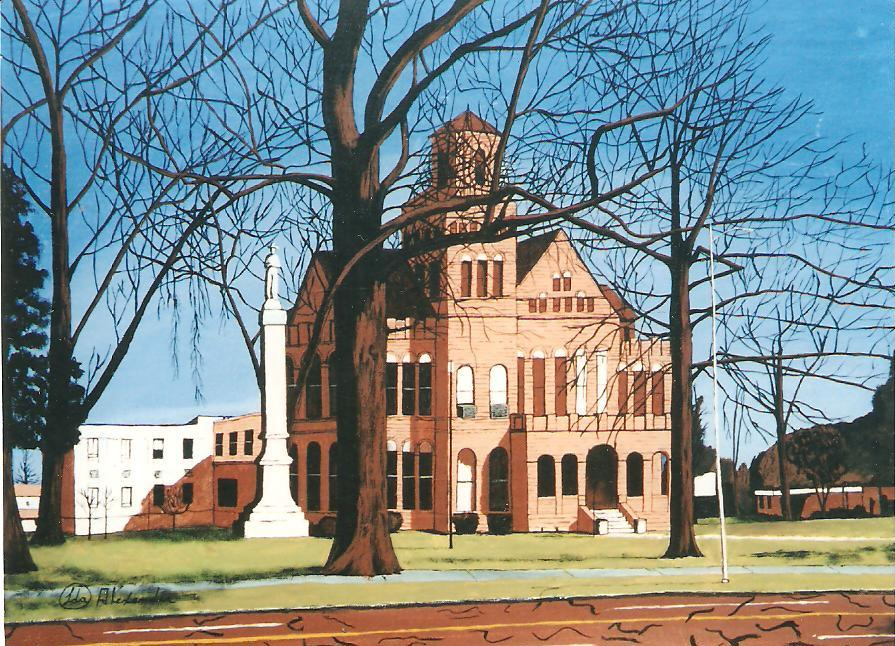
Greenville Courthouse
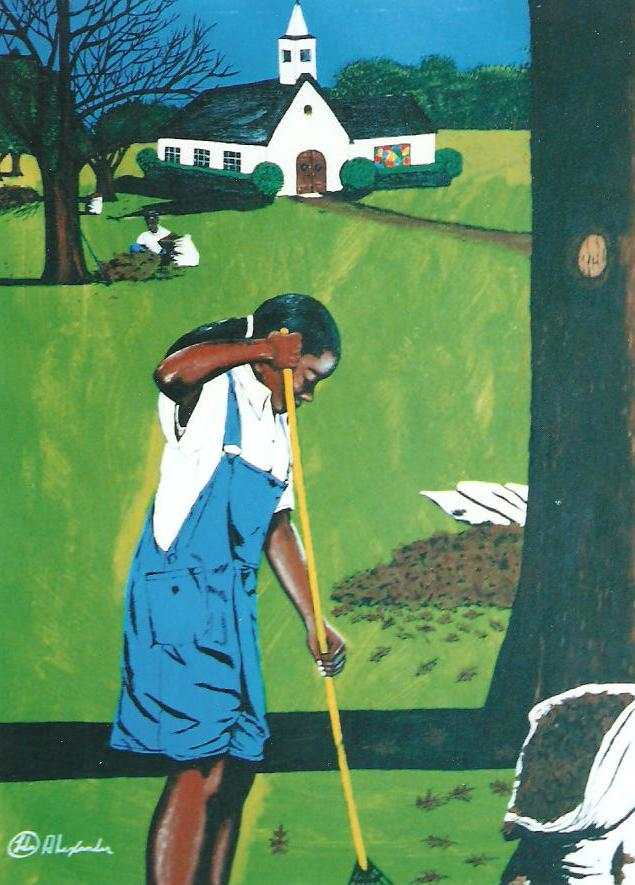
Helping Out
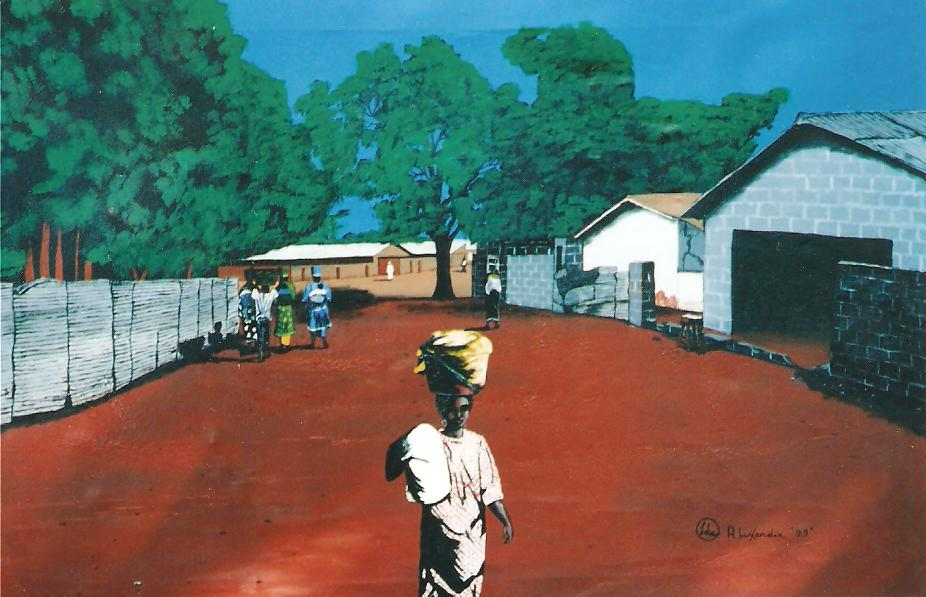
African Mothers
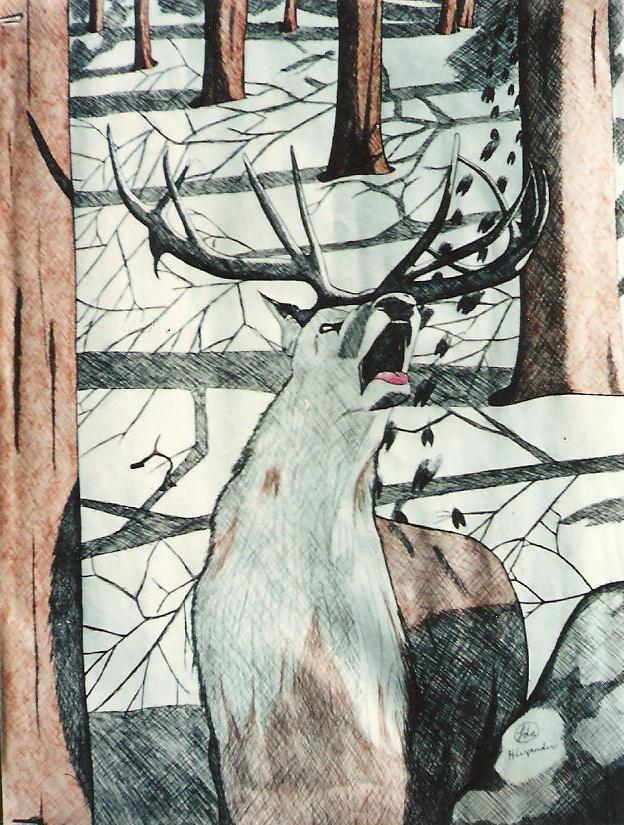
Moose Call
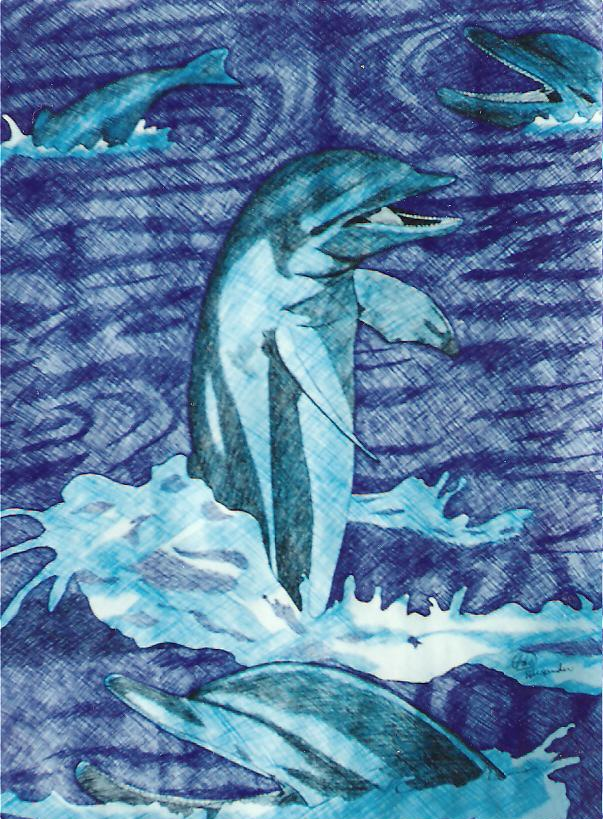
Princess of the Blue
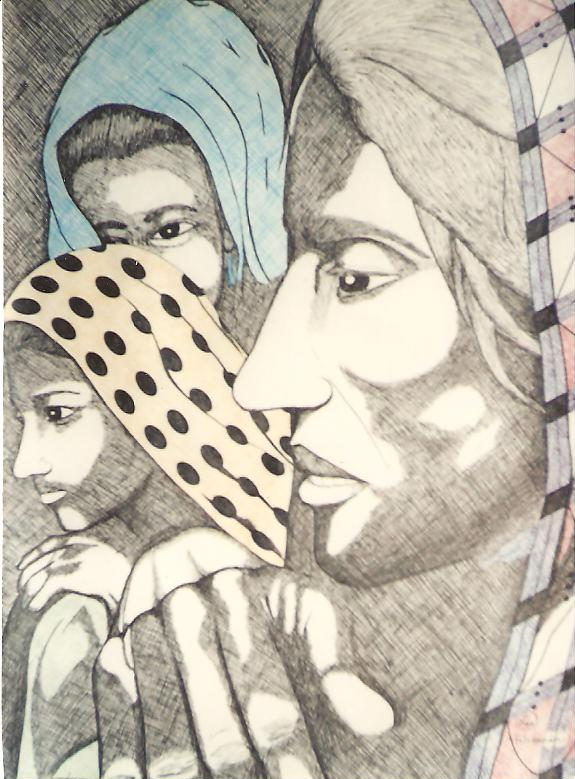
Daughter's Loyalty
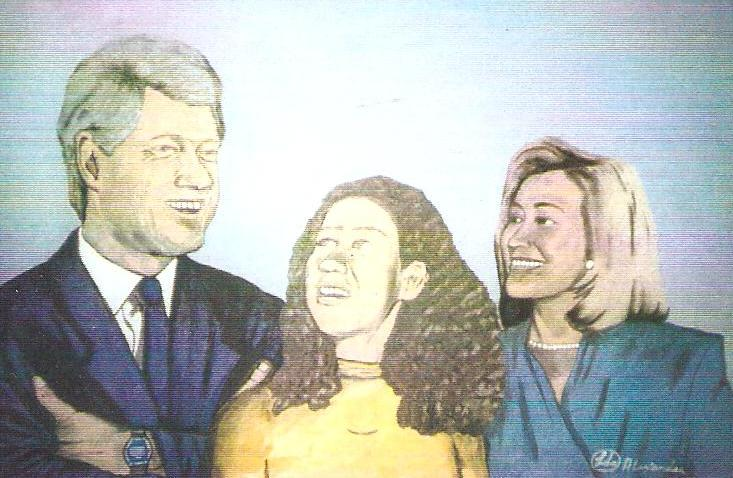
Clinton Family Portrait

## Libros
- 2006 - Sunday school lessons from the Book of the Acts of the Apostles - ISBN 978-1-4116-9831-4
- 2006 - Sunday school lessons from the Gospel according to John Mark - ISBN 978-0-615-13552-6
- 2007 - Sunday school lessons from the Apostle Paul's letter to the Romans - ISBN 978-0-615-15342-1
- 2008 - Home Bible study commentaries from The Gospel of John - ISBN 978-0-615-20347-8
- 2009 - Home and Church Bible study commentaries from The Book of Hebrews - ISBN 978-0-578-03453-9
- 2012 - Home and Church Bible study commentaries from Paul's letter to the Romans - ISBN 978-1-105-66048-1
- 2014 - Home and Church Bible study commentaries from the books of Galatians, Ephesians, & Philippians - ISBN 978-0-578-15400-8
- 2016 - Home and Church Bible Study Commentaries from the Book of Ezekiel - ISBN 978-1-329-94443-5
- 2016 - Home and Church Bible Study Commentaries from the Book of Acts - ISBN 978-1-365-01313-3